# 삼존석굴사
삼존석굴사(三尊石窟寺)는 팔공산 자락인, 대구광역시 군위군 부계면에 위치한 태고종 소속의 사찰이다. 삼국시대 493년(신라 소지왕 15년)에 극달(極達)이 창건하였다는 견해도 있지만, 학계에서는 7세기 후반에 만들어졌다고 보고 있다.
경주 석굴암 석굴보다 100년 정도 먼저 만들어진, 국보 군위 아미타여래삼존 석굴이 있는 사찰이다. 경주 석굴암 석굴 조성에 참고를 했다고 한다.
석굴이 유명하기도 하고, 석굴암의 선례가 된다는 점에서 "제2석굴암" 또는 "군위 석굴암"이라는 이름으로 더 많이 알려져 있다.

## 주요 볼거리

### 국보
- 군위 아미타여래삼존 석굴

국보로 경주 석굴암에 영향을 주었다. 700년경에 만들어졌다.

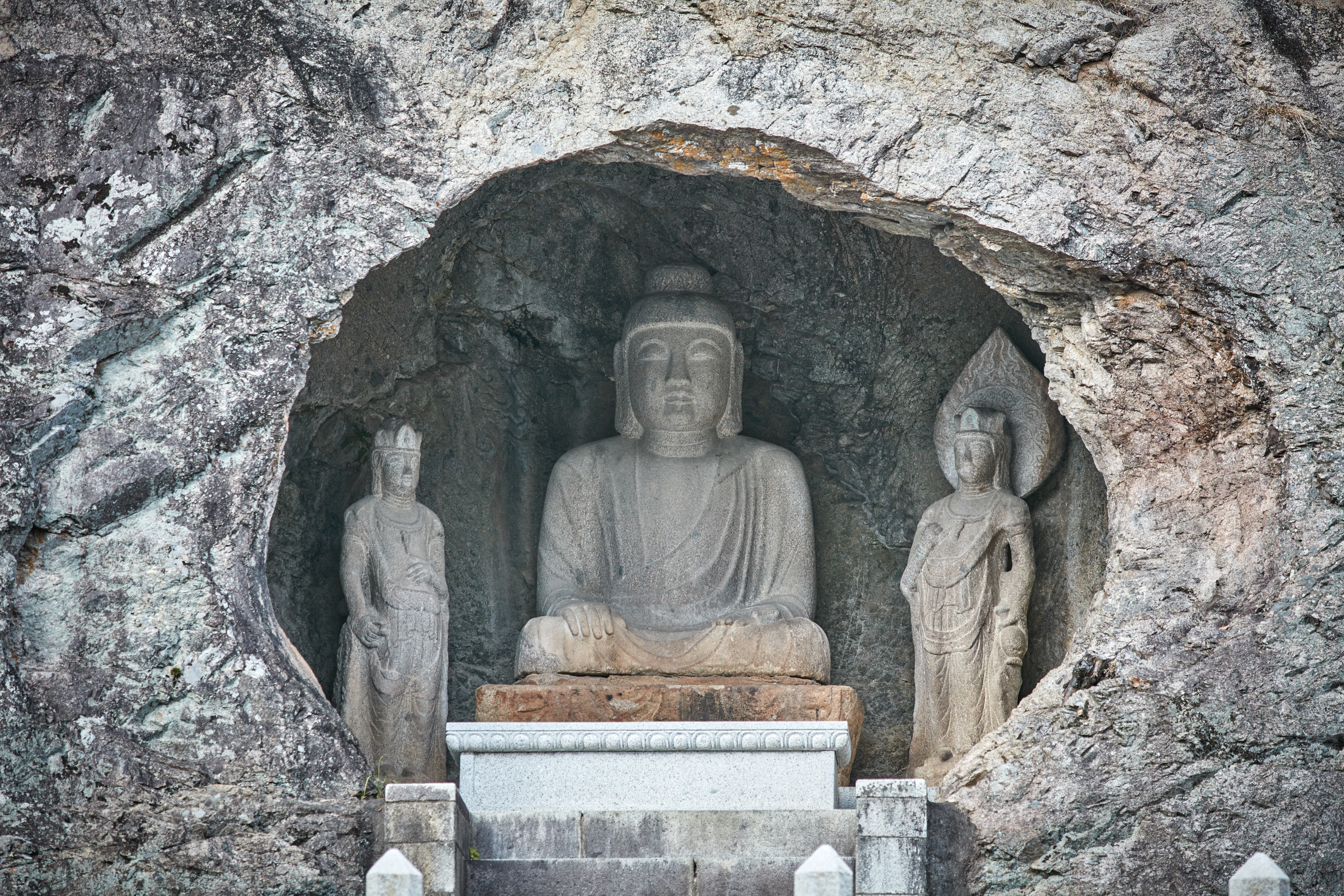
삼존석굴(대세지보살,아미타불, 관세음보살)

### 유형문화재
- 군위 삼존석굴 석조 비로자나불 좌상

대구광역시 유형문화재이다. 9세기말 작품으로 추정한다.

### 문화재자료
- 군위 삼존석굴 모전석탑

통일신라시대에 건립된 것으로 추정한다.

## 교통편
- 상주영천고속도로 동군위 나들목
- 대구외곽순환고속도로, 중앙고속도로 동명동호 나들목